# Carlos Orrantía
Carlos Emilio Orrantía Treviño (n. Ciudad de México, México; 1 de febrero de 1991), es un futbolista mexicano. Juega como volante derecho o lateral derecho y su equipo actual es el Atlas F.C. de la Primera División de México.

## Carrera

### Club Universidad Nacional
Empezó jugando en el 2008 con el equipo de la Segunda División de México del Club Universidad Nacional, el Prepa Pumas. Orrantia avanzó rápidamente por las fuerzas básicas del equipo y el 18 de agosto de 2009 disputó su primer partido internacional en la Concacaf Liga Campeones 2009-10, fue titular contra el Comunicaciones Fútbol Club de Guatemala en el Estadio Olímpico Universitario, jugó 60 minutos.
Lo debutó Ricardo Ferretti en primera división el 25 de abril de 2010, entró al campo en lugar de Álex Diego al minuto 64 en la derrota de Pumas ante Club de Fútbol Indios. Anotó su primer gol en primera división el 6 de febrero de 2011 en contra del Puebla Fútbol Club. Logró el título de la Primera División de México el Torneo Clausura 2011, cuando Pumas derrotó en el marcador global a Monarcas Morelia. El mejor torneo de Orrantia con el equipo fue el Clausura 2012, en donde jugó todos los partidos del torneo, 14 como titular y anotó un gol.

### Deportivo Toluca Fútbol Club
El 18 de diciembre de 2013 se confirmó su préstamo por un año con el Deportivo Toluca Fútbol Club. Debutó con el equipo el 19 de enero de 2014 ante su exequipo Pumas. Su paso por los "Diablo Rojos" fue sin pena ni gloria, permaneció en la banca en el torneo de liga, mientras que en la copa era titular.

### Club Santos Laguna
El 8 de diciembre de 2014 el Club Santos Laguna anunció la compra de Orrantia de cara al Torneo Clausura 2015. Obtuvo el título de liga cuando su equipo derrotó en la final a Querétaro por marcador global de 5-3.

### Club América
El 7 de junio de 2017, en el Draft del fútbol mexicano, el América adquiere en calidad de préstamo, con opción de compra, los servicios del jugador. El 23 de junio de 2017 debuta con el equipo en un duelo amistoso frente al Atlante donde logra marcar un gol.

## Selección nacional

### Categorías inferiores
Orrantia fue convocado por Juan Carlos Chávez en marzo de 2011 para disputar el Campeonato Sub-20 de la Concacaf. Jugó cuatro partidos, todos como titular. Anotó uno de los tres goles con los que México derrotó en la final a Costa Rica y se coronó campeón del torneo. Unos meses después fue convocado de nueva cuenta a la selección sub-20, esta vez para disputar la Copa Mundial de Fútbol Sub-20 de 2011. Jugó todos los partidos de titular y anotó un gol ante Camerún, el cual consideró como el más importante de su carrera, México terminó como tercer lugar de la competencia.
En mayo de 2011 fue convocado para disputar el Torneo Esperanzas de Toulon de 2011 con la selección sub-21. Jugó todos los partidos, anotó un gol ante Hungría y terminó en cuarto lugar de la competencia al perder el duelo por el tercer lugar ante Italia.
Luis Fernando Tena lo convocó para participar con el selectivo sub-22 en los Juegos Panamericanos de 2011. Disputó tres partidos del torneo, entrando de cambio en estos y no logró anotar. Consiguió el título del torneo cuando México venció a Argentina en la final.

### Selección absoluta
En junio de 2011, fue uno de los jugadores llamados a la Selección de fútbol de México por Luis Fernando Tena para disputar la Copa América 2011 en reemplazo de los ocho que fueron dados de bajo por organizar una fiesta en el hotel de concentración. Orrantia no tuvo participación a lo largo del torneo y México fue eliminado de la competencia en fase de grupos.

## Estadísticas
Actualizado al último partido jugado el 12 de mayo de 2023.

### Clubes
| Universidad Nacional · México |               |               |     |    |    |    |    |     |     |    |
| 1.ª | 2009-10       | 1             | 0   | -  | -  | 4  | 0  | 5   | 0   |    |
| 1.ª | 2010-11       | 21            | 2   | -  | -  | -  | -  | 21  | 2   |    |
| 1.ª | 2011-12       | 25            | 2   | -  | -  | 7  | 0  | 32  | 2   |    |
| 1.ª | 2012-13       | 21            | 0   | 10 | 1  | -  | -  | 31  | 1   |    |
| 1.ª | 2013-14       | 15            | 0   | 6  | 0  | -  | -  | 21  | 0   |    |
| Total club | Total club    | 83            | 4   | 16 | 1  | 11 | 0  | 110 | 5   |    |
| Toluca · México |               |               |     |    |    |    |    |     |     |    |
| 1.ª | 2013-14       | 10            | 0   | -  | -  | 1  | 0  | 11  | 0   |    |
| 1.ª | 2014-15       | 15            | 0   | 6  | 2  | -  | -  | 21  | 2   |    |
| 1.ª | 2023          | 8             | 1   | -  | -  | -  | -  | 8   | 1   |    |
| Total club | Total club    | 33            | 1   | 6  | 2  | 1  | 0  | 40  | 3   |    |
| Santos Laguna · México |               |               |     |    |    |    |    |     |     |    |
| 1.ª | 2014-15       | 3             | 0   | 6  | 0  | -  | -  | 9   | 0   |    |
| 1.ª | 2015-16       | 6             | 0   | -  | -  | 1  | 0  | 7   | 0   |    |
| 1.ª | 2018-19       | 21            | 1   | 2  | 0  | 2  | 0  | 25  | 1   |    |
| 1.ª | 2019-20       | 25            | 1   | 4  | 0  | -  | -  | 29  | 1   |    |
| 1.ª | 2020-21       | 29            | 0   | -  | -  | -  | -  | 29  | 0   |    |
| 1.ª | 2021-22       | 29            | 0   | -  | -  | 3  | 0  | 29  | 0   |    |
| 1.ª | 2022          | 18            | 1   | -  | -  | -  | -  | 18  | 1   |    |
| Total club | Total club    | 131           | 3   | 12 | 0  | 6  | 0  | 149 | 3   |    |
| Puebla · México |               |               |     |    |    |    |    |     |     |    |
| 1.ª | 2015-16       | 8             | 0   | -  | -  | 1  | 0  | 9   | 0   |    |
| 1.ª | 2016-17       | 30            | 0   | 10 | 1  | -  | -  | 40  | 1   |    |
| Total club | Total club    | 38            | 0   | 10 | 1  | 1  | 0  | 49  | 1   |    |
| América · México |               |               |     |    |    |    |    |     |     |    |
| 1.ª | 2017-18       | 6             | 0   | 5  | 0  | 1  | 0  | 12  | 0   |    |
| Total club | Total club    | 6             | 0   | 5  | 0  | 1  | 0  | 12  | 0   |    |
| Total carrera | Total carrera | Total carrera | 266 | 7  | 45 | 4  | 20 | 0   | 331 | 11 |
| (1)Incluye datos de la Copa México, Campeón de Campeones (2014-15) y Supercopa de México (2017) (2)Incluye datos de la Concacaf Liga de Campeones (2009-10, 2011-12, 2013-14, 2015-16, 2018, 2019) y Copa Libertadores de América (2016) |               |               |     |    |    |    |    |     |     |    |

### Selecciones
| Competición                              | Categoría | Sede      | Resultado      | PJ | G |
| ---------------------------------------- | --------- | --------- | -------------- | -- | - |
| Campeonato Sub-20 de la Concacaf de 2011 | Sub-20    | Guatemala | Campeón        | 4  | 1 |
| Copa Mundial de Fútbol Sub-20 de 2011    | Sub-20    | Colombia  | Tercer lugar   | 7  | 1 |
| Torneo Esperanzas de Toulon de 2011      | Sub-21    | Francia   | Cuarto lugar   | 5  | 1 |
| Juegos Panamericanos de 2011             | Sub-22    | México    | Medalla de oro | 3  | 0 |
| Copa América 2011                        | Absoluta  | Argentina | Primera fase   | 0  | 0 |
| Total                                    | –         | –         | –              | 19 | 3 |

## Palmarés

### Campeonatos nacionales
| Título               | Equipo               | País   | Año           |
| -------------------- | -------------------- | ------ | ------------- |
| Liga MX              | Universidad Nacional | México | Clausura 2011 |
| Liga MX              | Santos Laguna        | México | Clausura 2015 |
| Campeón de Campeones | Santos Laguna        | México | 2014-15       |

### Campeonatos internacionales
| Título               | Equipo        | País      | Año  |
| -------------------- | ------------- | --------- | ---- |
| Sub-20 CONCACAF      | México Sub-20 | Guatemala | 2011 |
| Juegos Panamericanos | México Sub-23 | México    | 2011 |